# IC 5210
IC 5210 ist eine linsenförmige Galaxie vom Hubble-Typ E-S0 im Sternbild Wassermann am Südsternhimmel. Sie ist schätzungsweise 324 Millionen Lichtjahre von der Milchstraße entfernt.
Das Objekt wurde am 8. August 1896 von Lewis Swift entdeckt.